# Миколенко Микола Миколайович
Микола Миколайович Миколенко
(нар. 1918 — пом. 1987[джерело?]) — радянський український історик, професор, доктор історичних наук[джерело?].
Дослідник історії Комуністичної партії.
Автор праці:
- Діяльність Комуністичної партії України по розвитку чорної металургії в період розгорнутого будівництва комунізму. – Харків: Вид-во Харків. ун-ту, 1970. – 176 с.